# Teatro Valparaíso
O Teatro Valparaíso, ao final de seus dias conhecido como Clube Valparaíso, foi um teatro localizado na praça Victoria de Valparaíso, no Chile, especificamente no canto da rua Victoria e a calçada Lira, que funcionou ali entre 1937 e 1998, ano em que foi demolido.
Enquadrado dentro do estilo art déco, foi um dos primeiros edifícios modernos da cidade. Durante seu apogeu, tratou-se de um edifício emblemático, por sua ampla atividade social e cultural.
Em seu lugar atualmente se encontra uma multi loja Ripley.

## História

### Os terrenos antes do teatro

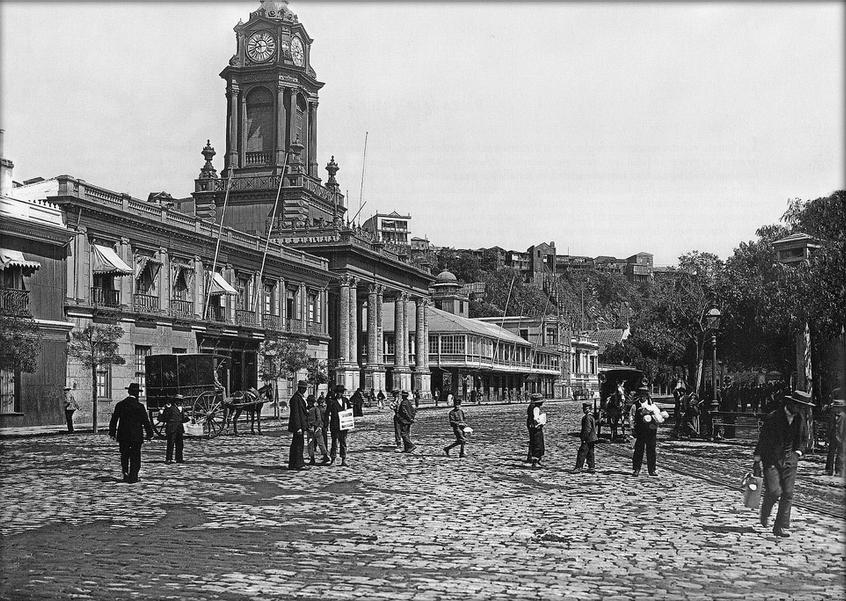
A antiga casa onde mais tarde se localizou o Teatro Valparaíso, antes do terramoto de Valparaíso de 1906, junto à também desaparecida Paróquia do Espírito Santo.

Na rua Victoria em frente à Praça Victoria, entre ruas Lira e Edwards (antiga rua dos Cachos, que depois passou a se chamar rua do Circo), originalmente tinha dois edifícios de moradias, de dois andares a cada um, construídos ao redor de 1850. Com o tempo, seus terrenos habilitaram-se como locais comerciais. Uma casa pertencia à família Edwards, e a outra pertenceu à família de Ramón Subercaseaux até 1875, ano em que foi vendida a Rosario Opazo viúva de Noguera. Esta casa foi destruída pelo terramoto de 1906, e substituída por uma similar, para logo ser vendida por seus herdeiros em 1915 a Carlos van Buren. A Sociedade de Rendas Cooperativa Vitalicia S. A., fundada em 1907, comprou em 1919 a casa dos Edwards, e ao ano seguinte a casa de van Buren. Nos anos seguintes a Cooperativa Vitalicia continuaria construindo arranha-céus na cidade, entre eles o Edifício Cooperativa Vitalicia, também desenhado por Vargas Stoller.

### O teatro

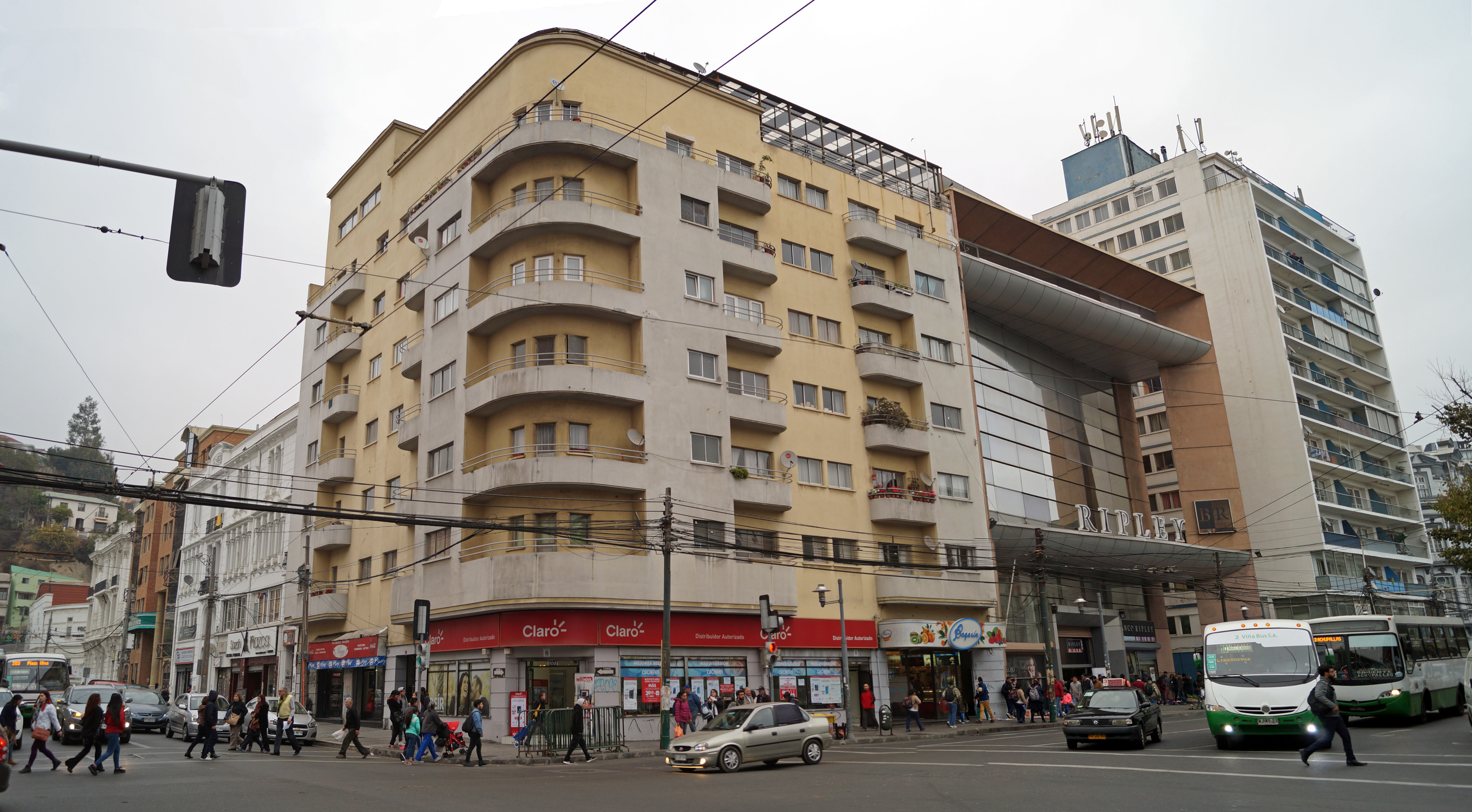
O edifício do conjunto da Cooperativa Vitalicia que ainda se conserva, junto à multi loja Ripley, em 2017.

O teatro foi construído por Marcel Duhaut junto a outro edifício, como parte de um conjunto arquitetónico mandado a construir pela Cooperativa Vitalicia. Desenhado pelo arquiteto Alfredo Vargas Stoller, começou-se a construir em 1936 e inaugurou-se ao ano seguinte, com ampla cobertura de imprensa, como um conjunto conformado por dois edifícios: o Teatro Valparaíso, e um edifício que ainda se conserva até a atualidade, construído para albergar uma estação de rádio, moradias de renda e locais comerciais (entre eles a tradicional fonte de soda Bogarín, que ainda funciona no mesmo lugar).

### O Clube Valparaíso
Depois de décadas de funcionamento, o desenho e uso do edifício foi reacondicionado, passando a chamar-se desde então Clube Valparaíso. O antigo teatro começou a decair nos anos 1990, até que foi demolido em 1998, para ser substituído por uma loja Ripley que funciona ali até a atualidade.

## Arquitetura
Tanto o teatro como o edifício a seu lado foram uma das primeiras edificações modernas de Valparaíso, desenhadas pelo arquiteto Alfredo Vargas Stoller utilizando o estilo art déco próprio de sua época. O edifício foi construído a uma altura uniforme, que gerava continuidade com os demais edifícios alinhados.
O frente principal foi construído com um sistema de dupla fachada, o que permitia um efetivo isolamento acústico. A plateia alta, que recebia o nome de «Paraíso», foi a primeira no país é ser desenhada utilizando uma única laje de concreto, de tal maneira de poder prescindir dos tradicionais pilares de sustentação. Os muros da sala de projeção destacavam por suas pinturas ao fresco, que se somavam aos detalhes de desenho do rendimento ao teatro.
Ao converter-se em Clube Valparaíso, grande parte de seu desenho original foi modificado.